# Rochefort-Montagne
Pour les articles homonymes, voir Rochefort.
Rochefort-Montagne est une commune française située dans le département du Puy-de-Dôme, en région Auvergne-Rhône-Alpes.

## Géographie

### Localisation, relief et hydrographie

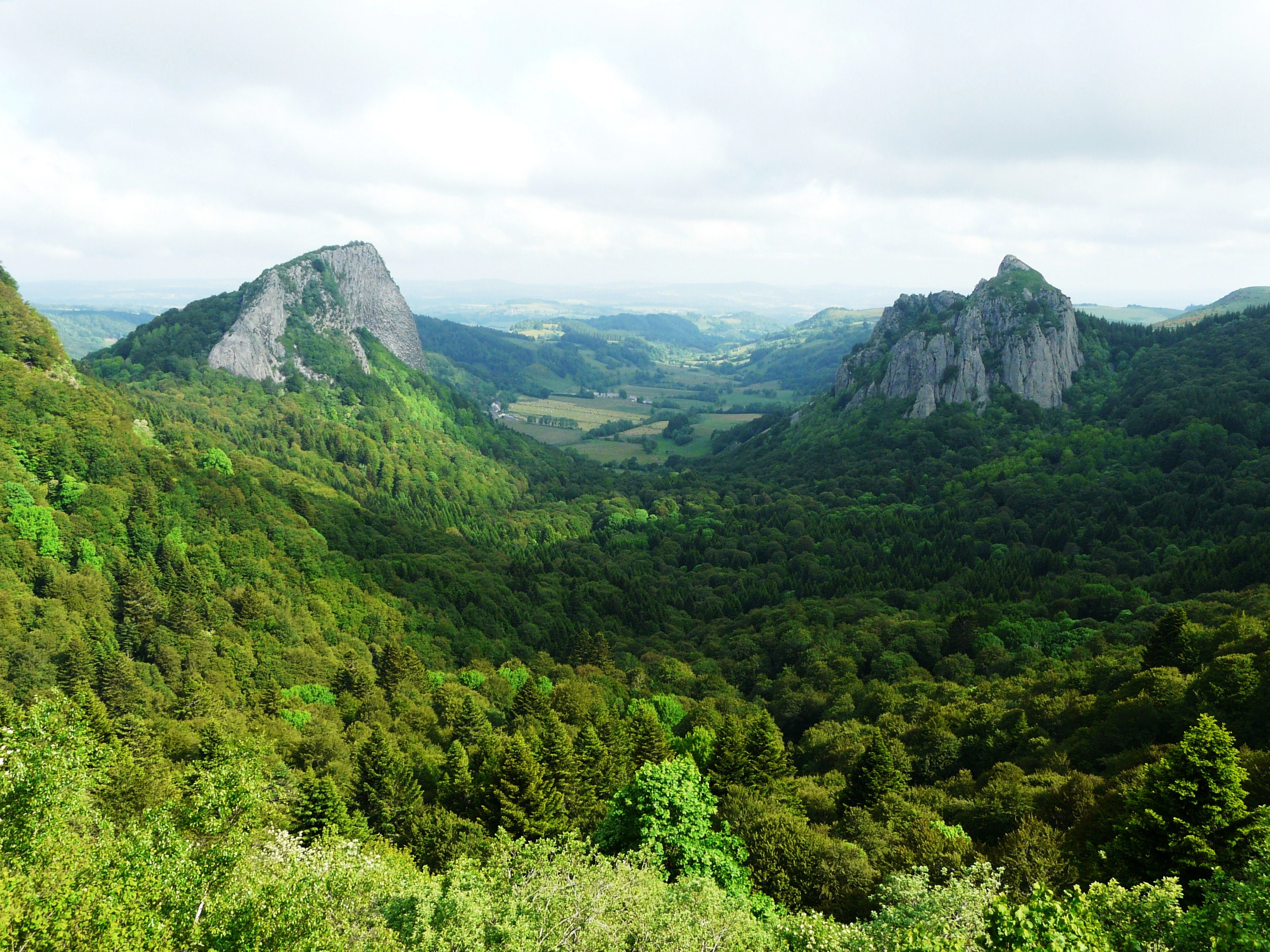
À gauche, la roche Tuilière, commune de Rochefort-Montagne ; à droite la roche Sanadoire, commune d'Orcival.

La commune est située dans la partie ouest du département du Puy-de-Dôme. Elle est bordée au nord-est par le Sioulot, un affluent de la Sioule, et arrosée par le ruisseau de Rochefort, affluent de la Miouze.
L'altitude minimale, 771 mètres, se trouve à l'extrême nord-est, là où le Sioulot quitte le territoire communal et entre sur celui de Saint-Bonnet-près-Orcival. L'altitude maximale avec 1 280 ou 1 288 mètres est localisée au sud, à la roche Tuilière.
Établi le long du ruisseau de Rochefort, le bourg de Rochefort-Montagne se situe en distances orthodromiques, douze kilomètres au nord-est de La Bourboule.
Le bourg est limitrophe avec quatre communes :
|          | Saint-Pierre-Roche | Saint-Bonnet-près-Orcival |
| Perpezat | Rochefort-Montagne | Orcival                   |
|          |                    |                           |

### Voies de communication et transports

#### Voies routières
La commune est traversée par la route départementale 2089, ancienne route nationale 89 reliant Lyon à Bordeaux ; la préfecture de département Clermont-Ferrand, ainsi que l'autoroute A89 (en direction d'Ussel) est accessible par cette route. Un viaduc, traversé par l'ancienne route nationale, et construit au début des années 1970, domine le bourg.
Le territoire communal est également desservi par les routes départementales (RD) 11 à l'ouest, 74 à l'est (en direction de Vernines), 80 au nord, 80a au sud (vers le Mont-Dore), 216 et 555 au nord-est (en direction du hameau de Saint-Martin-de-Tours).

#### Transports en commun
Rochefort-Montagne est desservie par plusieurs lignes de transport en commun :
- sur le réseau TER Auvergne-Rhône-Alpes, par la ligne 83 reliant Clermont-Ferrand à Mauriac[3] ;
- sur le réseau Transdôme, par la ligne 52 reliant Bourg-Lastic (voire Messeix) à Clermont-Ferrand, avec un arrêt au lycée agricole[4].

### Climat
Pour des articles plus généraux, voir Climat d'Auvergne-Rhône-Alpes et Climat du Puy-de-Dôme.
En 2010, le climat de la commune est de type climat de montagne, selon une étude du Centre national de la recherche scientifique s'appuyant sur une série de données couvrant la période 1971-2000. En 2020, Météo-France publie une typologie des climats de la France métropolitaine dans laquelle la commune est exposée à un climat de montagne ou de marges de montagne et est dans la région climatique Ouest et nord-ouest du Massif Central, caractérisée par une pluviométrie annuelle de 900 à 1 500 mm, maximale en automne et en hiver.
Pour la période 1971-2000, la température annuelle moyenne est de 8,3 °C, avec une amplitude thermique annuelle de 15,1 °C. Le cumul annuel moyen de précipitations est de 1 194 mm, avec 12,8 jours de précipitations en janvier et 8,9 jours en juillet. Pour la période 1991-2020, la température moyenne annuelle observée sur la station météorologique de Météo-France la plus proche, « Vernines », sur la commune de Vernines à 6 km à vol d'oiseau, est de 8,6 °C et le cumul annuel moyen de précipitations est de 918,5 mm,. Pour l'avenir, les paramètres climatiques de la commune estimés pour 2050 selon différents scénarios d'émission de gaz à effet de serre sont consultables sur un site dédié publié par Météo-France en novembre 2022.

## Urbanisme

### Typologie
Au 1er janvier 2024, Rochefort-Montagne est catégorisée commune rurale à habitat dispersé, selon la nouvelle grille communale de densité à sept niveaux définie par l'Insee en 2022.
Elle est située hors unité urbaine et hors attraction des villes,.

### Occupation des sols
L'occupation des sols de la commune, telle qu'elle ressort de la base de données européenne d’occupation biophysique des sols Corine Land Cover (CLC), est marquée par l'importance des territoires agricoles (85,8 % en 2018), en diminution par rapport à 1990 (89,3 %). La répartition détaillée en 2018 est la suivante : prairies (65,8 %), zones agricoles hétérogènes (20 %), forêts (7,4 %), zones urbanisées (5,9 %), milieux à végétation arbustive et/ou herbacée (0,9 %). L'évolution de l’occupation des sols de la commune et de ses infrastructures peut être observée sur les différentes représentations cartographiques du territoire : la carte de Cassini (XVIIIe siècle), la carte d'état-major (1820-1866) et les cartes ou photos aériennes de l'IGN pour la période actuelle (1950 à aujourd'hui).

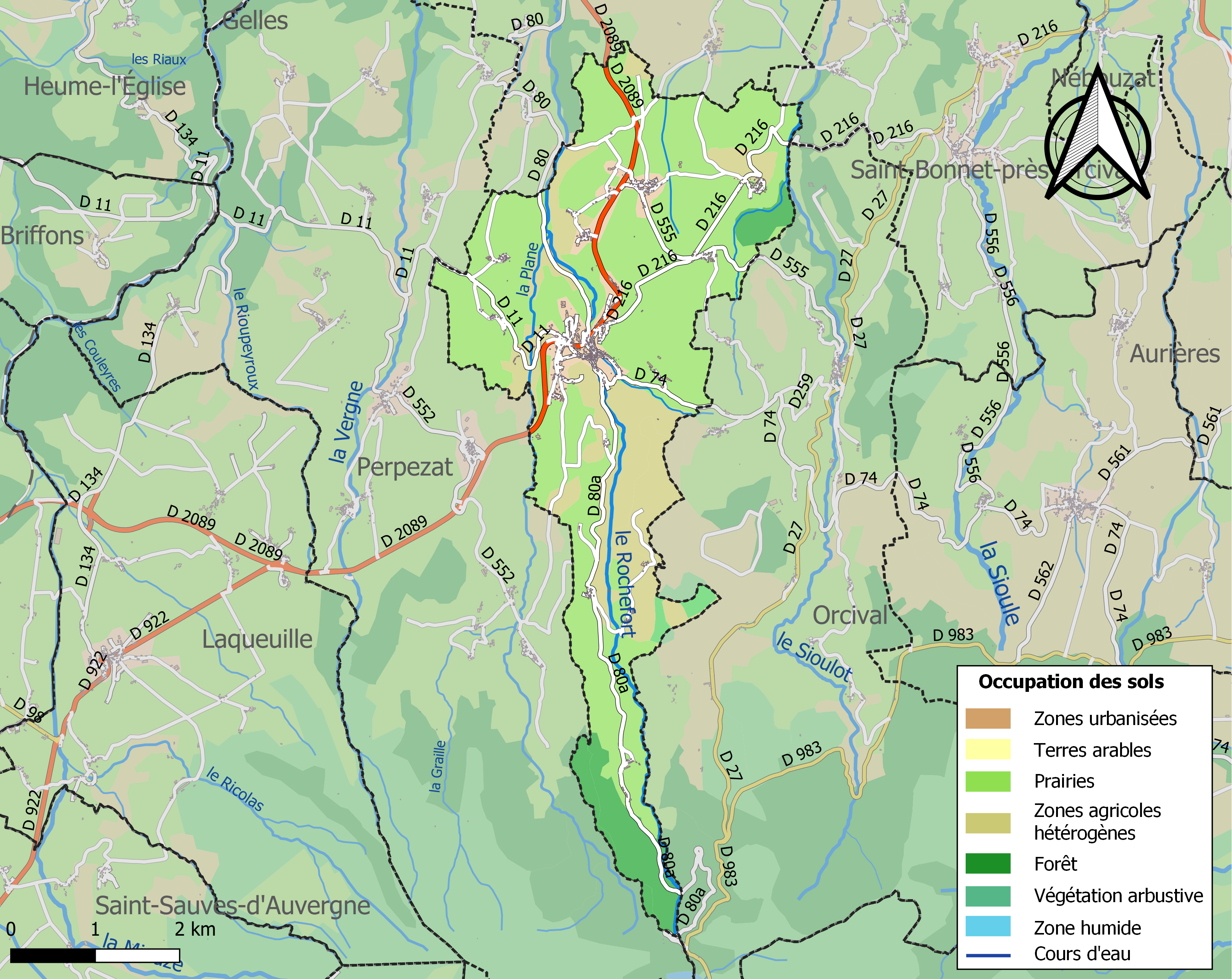
Carte des infrastructures et de l'occupation des sols de la commune en 2018 (CLC).

## Histoire
Les premières mentions du bourg connues sont datées de 1043.
Les ruines d'un ancien château du XVe siècle sont présentes non loin du belvédère, approximativement au dessus de l'église.
En 1871, un incendie ravage le village. 75 maisons sont endommagées, dont l'église qui fut alors reconstruite 35 mètres plus loin.
En juin 1959, le bourg de Rochefort-Montagne connaît une inondation fulgurante. Des trombes d’eau ont provoqué la sortie du lit des deux rivières. La place principale du bourg et la RN 89 en direction de Laqueuille furent transformées en énorme torrent boueux avec jusqu’à 1,5 m d’eau dans les rues. Des voitures furent emportées, et un éboulement de la chaussée a formé un trou important. Des caves et les rez-de-chaussée ont été noyés. Les dégâts ont été chiffrés à des centaines de millions de francs.
Le viaduc de la route nationale 89 est achevé en 1972. Avant cela, la traversée du bourg était nécessaire.

## Politique et administration

### Découpage territorial
La commune de Rochefort-Montagne est membre de la communauté de communes Dômes Sancy Artense, un établissement public de coopération intercommunale (EPCI) à fiscalité propre créé le 1er janvier 2017 dont elle est le siège. Ce dernier est par ailleurs membre d'autres groupements intercommunaux. Jusqu'en 2016, elle faisait partie de la communauté de communes de Rochefort-Montagne.
Sur le plan administratif, elle est rattachée à l'arrondissement d'Issoire depuis 2017, à la circonscription administrative de l'État du Puy-de-Dôme et à la région Auvergne-Rhône-Alpes. Avant mars 2015, elle était chef-lieu de canton.
Sur le plan électoral, elle dépend du canton d'Orcines pour l'élection des conseillers départementaux, depuis le redécoupage cantonal de 2014 entré en vigueur en 2015, et de la troisième circonscription du Puy-de-Dôme pour les élections législatives, depuis le dernier découpage électoral de 2010.

### Élections municipales et communautaires

#### Élections de 2020
Le conseil municipal de Rochefort-Montagne, commune de moins de 1 000 habitants, est élu au scrutin majoritaire plurinominal à deux tours avec candidatures isolées ou groupées et possibilité de panachage. Compte tenu de la population communale, le nombre de sièges à pourvoir lors des élections municipales de 2020 est de 15. Sur les trente candidats en lice, quinze ont été élus dès le premier tour, le 15 mars 2020, avec un taux de participation de 78,39 %.

#### Chronologie des maires
| Période                                  | Période                    | Identité           | Étiquette | Qualité                                                                                      |
| ---------------------------------------- | -------------------------- | ------------------ | --------- | -------------------------------------------------------------------------------------------- |
| Les données manquantes sont à compléter. |                            |                    |           |                                                                                              |
|                                          |                            | Jean Audigier      |           | Conseiller d'arrondissement du Canton de Rochefort-Montagne                                  |
| 1888                                     | 1900 (décès)               | Louis Echallier    |           | Conseiller général du Canton de Rochefort-Montagne                                           |
| 1904                                     | 1908 (décès)               | Antoine Roussel    |           |                                                                                              |
| 1908                                     | 1938 (décès)               | Eugène Roy         |           | Conseiller général du Canton de Rochefort-Montagne                                           |
|                                          |                            | Pierre Madeuf      |           | Conseiller général du Canton de Rochefort-Montagne                                           |
| mars 1989                                | En cours (au 20 août 2021) | Dominique Jarlier, | PS        | Vétérinaire retraité Président de la fédération nationale des communes forestières (FNCOFOR) |

### Politique environnementale
La collecte des ordures ménagères est assurée par le syndicat mixte de collecte et de traitement des ordures ménagères (SMCTOM) de Haute-Dordogne.

## Population et société

### Démographie
L'évolution du nombre d'habitants est connue à travers les recensements de la population effectués dans la commune depuis 1793. Pour les communes de moins de 10 000 habitants, une enquête de recensement portant sur toute la population est réalisée tous les cinq ans, les populations de référence des années intermédiaires étant quant à elles estimées par interpolation ou extrapolation. Pour la commune, le premier recensement exhaustif entrant dans le cadre du nouveau dispositif a été réalisé en 2007.

En 2022, la commune comptait 846 habitants, en évolution de −3,42 % par rapport à 2016 (Puy-de-Dôme : +2,1 %, France hors Mayotte : +2,11 %).
| 1793  | 1800  | 1806  | 1821  | 1831  | 1836  | 1841  | 1846  | 1851  |
| ----- | ----- | ----- | ----- | ----- | ----- | ----- | ----- | ----- |
| 1 329 | 1 110 | 1 327 | 1 435 | 1 444 | 1 421 | 1 410 | 1 495 | 1 410 |

| 1856  | 1861  | 1866  | 1872  | 1876  | 1881  | 1886  | 1891  | 1896  |
| ----- | ----- | ----- | ----- | ----- | ----- | ----- | ----- | ----- |
| 1 551 | 1 499 | 1 518 | 1 473 | 1 430 | 1 516 | 1 531 | 1 448 | 1 434 |

| 1901  | 1906  | 1911  | 1921  | 1926  | 1931  | 1936  | 1946  | 1954  |
| ----- | ----- | ----- | ----- | ----- | ----- | ----- | ----- | ----- |
| 1 416 | 1 422 | 1 361 | 1 183 | 1 186 | 1 257 | 1 230 | 1 129 | 1 157 |

| 1962  | 1968  | 1975  | 1982 | 1990 | 1999 | 2006 | 2007 | 2012 |
| ----- | ----- | ----- | ---- | ---- | ---- | ---- | ---- | ---- |
| 1 085 | 1 077 | 1 081 | 984  | 948  | 910  | 906  | 899  | 921  |

| 2017 | 2022 | - | - | - | - | - | - | - |
| ---- | ---- | - | - | - | - | - | - | - |
| 859  | 846  | - | - | - | - | - | - | - |

### Enseignement
Rochefort-Montagne dépend de l'académie de Clermont-Ferrand.
Les élèves commencent leur scolarité à l'école primaire publique de la commune (classes de la petite section au CM2). Ils la poursuivent au collège Gordon-Bennett,, puis dans les lycées de Clermont-Ferrand (Ambroise-Brugière pour les filières générales et la filière technologique sciences et technologies du management et de la gestion (STMG), ou La-Fayette pour la filière technologique sciences et technologies de l'industrie et du développement durable (STI2D)).
Un lycée agricole est implanté sur le territoire communal. Il accueille des élèves dans les domaines de la gestion des milieux naturels et de la production agricole, et prépare à la filière technologique sciences et technologies de l'agronomie et du vivant (STAV), mais également au BTS Gestion et protection de la nature.

## Culture locale et patrimoine

### Lieux et monuments
- Église
- Roche Tuilière

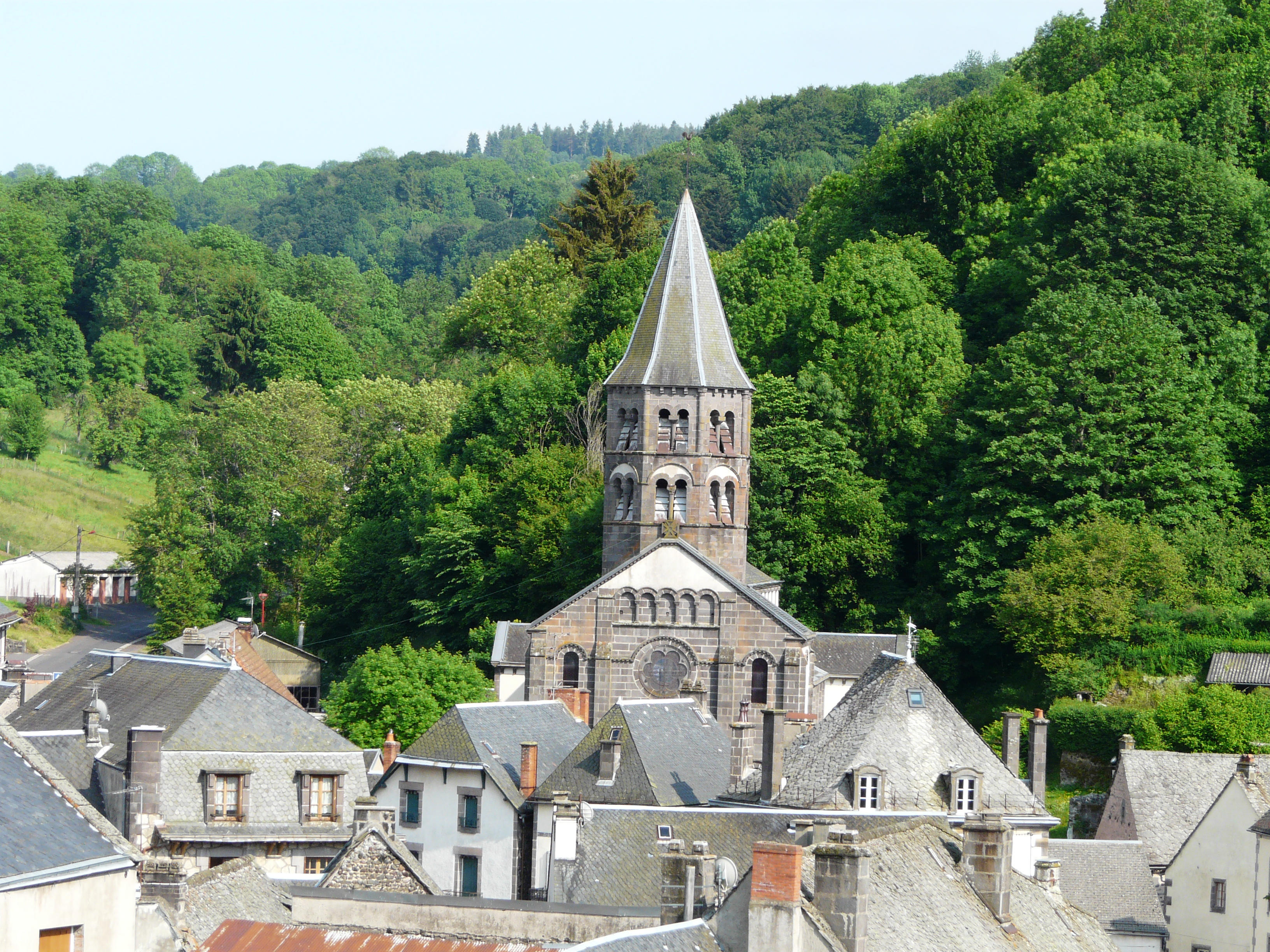
L'église.
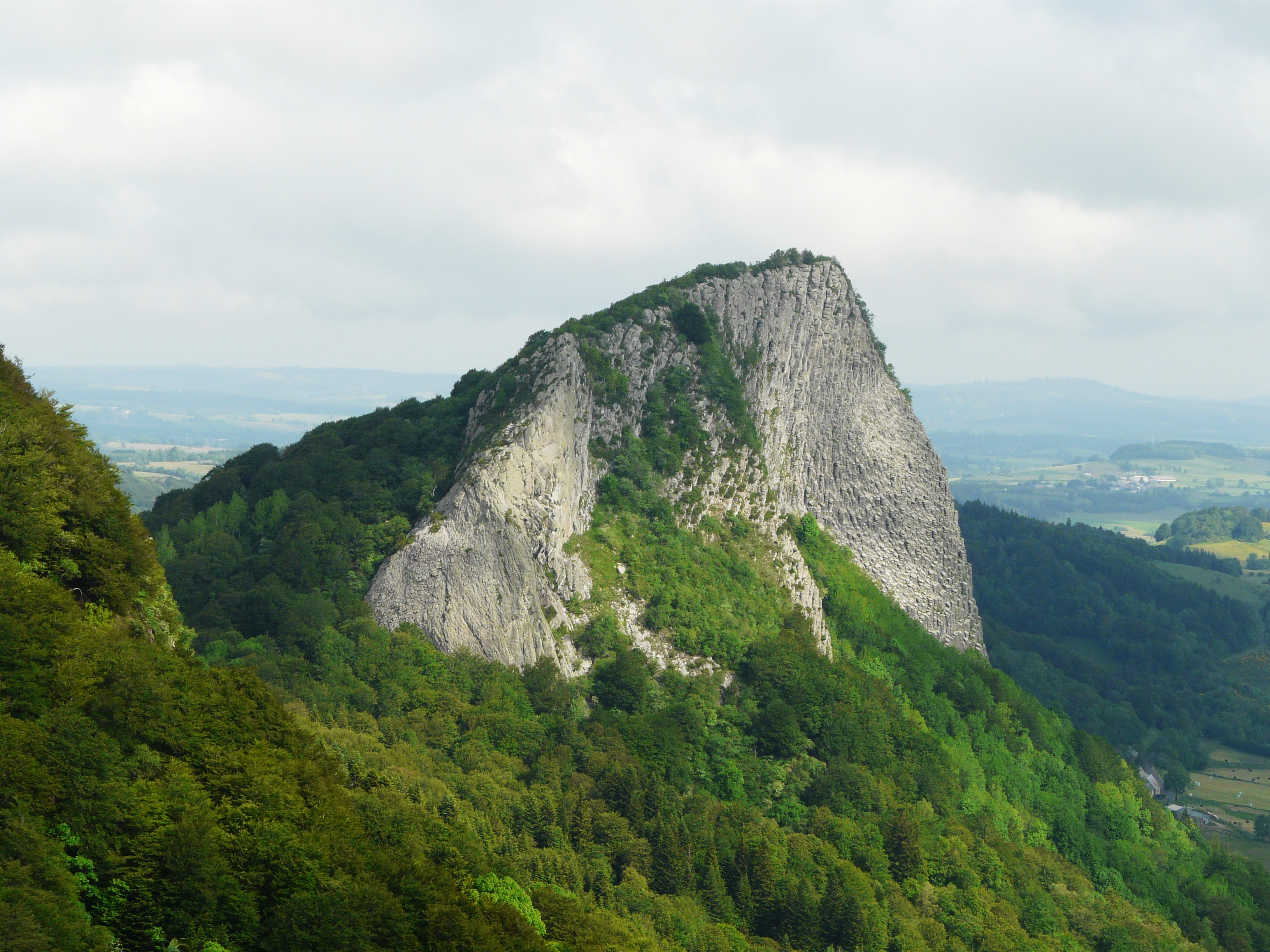
La roche Tuilière.

### Personnalités liées à la commune
- Blaise Daurière, né le 5 janvier 1823 à  Montcheneix (village de la commune), a donné son nom à une rue à Clermont-Ferrand[33].
- Georges Audigier (1863-1925), écrivain et homme politique, député de l'Oise.
- Eugène Roy (1882-1938), homme politique, est mort à Rochefort-Montagne.
- Jean Amblard (1911-1989), artiste peintre, originaire du village de Montcheneix[34].
- François Boucheix (1940-), artiste peintre, né à Montcheneix (village de la commune).